# Zasada przyjemności (serial telewizyjny)
Zasada przyjemności – polsko-czesko-ukraiński serial kryminalny z 2019 roku w reżyserii Dariusza Jabłońskiego, wyprodukowany w międzynarodowej koprodukcji przez Apple Film Production oraz Canal+ Polska, Česká televize i Star Media.
Premiera serialu miała miejsce od 9 czerwca 2019 do 7 lipca 2019 na antenie polskiego Canalu+. Pomiędzy 14 października 2019 a 16 grudnia 2019 w Czechach serial premierowo emitowała ČT1, zaś w dniach 17 sierpnia 2020 – 27 sierpnia 2020 na antenie stacji 1+1 odbyła się premiera ukraińska.
W październiku 2019 potwierdzono, że powstaje scenariusz drugiego sezonu serialu.

## Tytuł
Tytuł odnosi się do zasady przyjemności, czyli zasady, którą kieruje się nieświadoma część osobowości – id.

## Plenery
Serial nagrywany był w Polsce (Warszawa i jej okolice, Mazury), w Czechach (Praga i jej okolice, Morawy), na Ukrainie (Odessa, plaże nad Morzem Czarnym) oraz w Niemczech (Prenzlau).

## Fabuła
Trzy postkomunistyczne państwa: Polska, Czechy, Ukraina. Niemal w tym samym czasie w Odessie, Warszawie i Pradze zamordowano trzy młode kobiety. Z początku śledztwa są prowadzone oddzielnie, jednak kiedy pewne wątki morderstw wyjdą na jaw, ekipy z trzech miast rozpoczynają współpracę. Polka – Maria, Czech – Viktor i Ukrainiec – Serhij w toku postępowań odkrywają zaskakujące powiązania. Tropy prowadzą do podejrzanych biznesmenów, ich prawników, skorumpowanych polityków, zawodowych morderców oraz do mrocznego sekretu zagrzebanego w przeszłości. Serial pokazuje różnice w sposobie prac służb porządkowych innych, choć sąsiadujących ze sobą, krajów. Opowieść kryminalna, która ciągnie tę historię, staje się przez to przyczynkiem do rozważań na temat różnic charakterologicznych między ludźmi różnych nacji.

## Obsada
| Aktor                 | Rola                                     |
| --------------------- | ---------------------------------------- |
| Małgorzata Buczkowska | nadkomisarz Maria Sokołowska             |
| Karel Roden           | nadkomisarz Viktor Seifert               |
| Siergiej Strelnikow   | kapitan Serhij Franko                    |
| Robert Gonera         | podkomisarz Józef Krawiec                |
| Dawid Czupryński      | aspirant Marek Mielnik                   |
| Mirosław Baka         | nadinspektor Mariusz Woźniak             |
| Marcin Tyrol          | Witold Patryk Bronisz                    |
| Piotr Gąsowski        | Zygmunt Bednarek "Gianni"                |
| Kryštof Hádek         | Ota Valenta, współpracownik Seiferta     |
| Anna Geislerová       | prokurator Daniela Hegerova              |
| Martin Pechlát        | prokurator Kohout                        |
| Robert Mikluš         | Zdenek Vrabec                            |
| Jan Vlasák            | Jiri Matousek                            |
| Veronika Lapkova      | modelka Lida Beyerova                    |
| Stipe Erceg           | fotograf Anton Fried                     |
| Dmitrij Oleszko       | Bohdan Ostaszenko, współpracownik Franki |
| Stanislav Boklan      | Artem Jefremow, szef Franki              |
| Artem Manuilov        | "Skorpion"                               |
| Vadim Ljalko          | Kirył Matwiejenko                        |
| Daria Plachtij        | Julia, ukraińska dziennikarka śledcza    |